# 1915-ös magyar atlétikai bajnokság
Az 1915-ös magyar atlétikai bajnokságon – amely a 20. bajnokság volt, áttértek a méteres, kilométeres távokra. Kikerült egy évre a két mezei szám is, így csak tizenhárom számban avattak országos bajnokot.

## Eredmények

### Férfiak
| Versenyszám   | Arany                         | Arany   | Ezüst                         | Ezüst   | Bronz                      | Bronz   |
| ------------- | ----------------------------- | ------- | ----------------------------- | ------- | -------------------------- | ------- |
| 100 m         | Szenes József MTK             | 11,2    | Szerelemhegyi Ervin Magyar AC |         | Sándy Ferenc SZTC          |         |
| 200 m         | Szerelemhegyi Ervin Magyar AC | 23,4    | Szenes József MTK             |         | Kurunczy Lajos TSE         |         |
| 400 m         | Déván István Magyar AC        | 52,0    | Pareisz György MTE            |         | Zubcsek József OTE         |         |
| 800 m         | Déván István Magyar AC        | 2:02,8  | Bognár József MTE             |         | Pareisz György MTE         |         |
| 1500 m        | Bese József MTE               | 4:21,6  | Grósz István FTC              |         | Koszta Gyula BEAC          |         |
| 5000 m        | Vörös Vince MTE               | 16:21,4 | Koszta Gyula BEAC             |         | Nánai Ármin MTE            |         |
| 110 m gát     | Solymár Károly FTC            | 16,2    | Szeles Pál Magyar AC          |         |                            |         |
| magasugrás    | Gáspár Jenő Magyar AC         | 175 cm  | Wardener Iván MTK             | 170 cm  | Zsolt Géza FTC             | 160 cm  |
| távolugrás    | Hadházy Dezső DTE             | 624 cm  | Kósa József Magyar AC         | 591 cm  | Jobbágy László BEAC        | 591 cm  |
| rúdugrás      | Hadházy Dezső DTE             | 316 cm  | Barna Jenő Magyar AC          | 301 cm  |                            |         |
| súlylökés     | Farkas Dezső MTK              | 11,85 m | Luntzer György PTE            | 11,45 m | Németh Gyula SZMSE         | 10,53 m |
| diszkoszvetés | Luntzer György PTE            | 39,03 m | Nyilassy Károly FTC           | 35,70 m | Farkas Dezső MTK           | 34,59 m |
| gerelyhajítás | Szakáll Máté MTK              | 47,11 m | Németh Gyula SZMSE            | 39,58 m | Haeffner Roderik Magyar AC | 34,78 m |